# Санта-Мария-делла-Салюте-а-Примавалле (титулярная церковь)
Санта-Мария-делла-Салюте-а-Примавалле (лат. Titulum Sanctæ Mariae Salutis in regione vulgo "Primavalle") — титулярная церковь была создана Папой Павлом VI в 1969 году. Титул принадлежит церкви Санта-Мария-делла-Салюте-а-Примавалле, расположенной во квартале Рима Примавалле, на пьяцца Альфонсо Капечелатро.

## Список кардиналов-священников титулярной церкви Санта-Мария-делла-Салюте-а-Примавалле
- Джордж Флэфф, C.S.B. — (30 апреля 1969 — 22 августа 1989, до смерти);
  - вакансия (1989—1991);
- Антонио Кваррасино — (28 июня 1991 — 28 февраля 1998, до смерти);
  - вакансия (1998—2001);
- Жан Марсель Оноре — (21 февраля 2001 — 28 февраля 2013, до смерти);
- Келвин Эдуард Феликс — (22 февраля 2014 — 30 мая 2024, до смерти);
- Франк Лео — (7 декабря 2024 — по настоящее время).